# Бабине літо

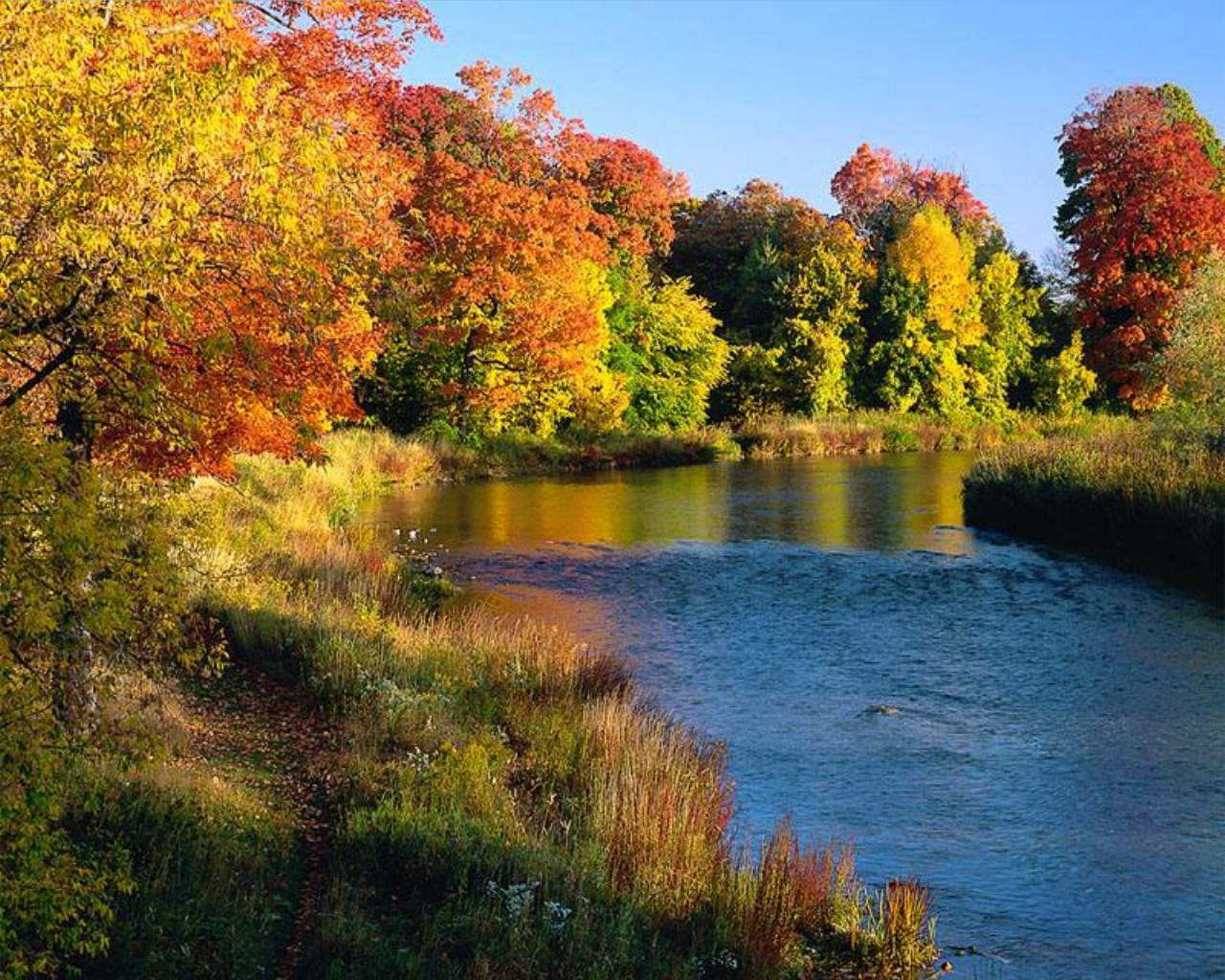
Типовий день періоду «бабиного літа»

Бабине літо — період теплої та сухої погоди восени пов'язаний зі стійким антициклоном. Явище бабиного літа відоме у багатьох країнах з помірним кліматом.
В Україні бабине літо настає 28 серпня, т. зв. «молоде бабине літо», і триває до 11 вересня. Після нього настає «старе бабине літо»: друга половина вересня — початок жовтня. Третє бабине літо припадає на кінець другої декади листопада, після нього зазвичай починаються зимові похолодання.
У кліматичному відношенні бабине літо настає після похолодання в осінні. 
Причиною потепління є приплив теплих повітряних мас з південних місцевостей, в тому числі з Чорного моря. Характерною ознакою Бабиного літа є павутина, що літає в повітрі. Її виділяють павуки різних родин. За однією із версій саме від павутини, що літає, («лето», «літо») та міфологічної Баби походить і назва «Бабине літо». За іншими уявленнями, поширеними в Центральній Україні, «бабине літо» походить від часу, коли літні або малорухливі люди насолоджувалися осіннім сонячним теплом, розташувавшись на призьбі з південного боку селянських хат.
«Бабське літо» або «бабине» є однією з давніх українських назв місяця вересня. За спостереженнями фольклориста Якова Головацького: «Зовут також сей місяць „вересень“, „бабське літо“ для того, що баби свої роботи порают, коноплі отіпают, полотна добілюют, дещо в городах порают і пр.» 

## В інших мовах
В інших європейських мовах також існує аналогічне поняття, Так в німецькій мові «бабине літо» зветься «старо-бабине літо» (нім. Altweibersommer), його етимологія має декілька пояснень:
- дослідники, що виводять походження поняття з давньоверхньонімецької, вважають його похідним від зовнішнього природного феномену летіння у вересні павутиння, що нагадує сиве жіноче волосся.
- інші вважають секундарне значення знаходиться у значенні «другої молодості» жінки, яка приходить невчасно і триває дуже короткий час. На це пояснення вказують фахівці, які вбачають аналогію у подібних назвах інших діалектів  як наприклад «вдовине літо» (нім. Witwesömmerli) в швейцарській німецькій або «дідусеве літо» (нім. Ähnlsummer, Großvatersommer) в баварському діалекті. В північно-німецьких діалектах, навпаки, «бабине літо» часом зветься «дівчачим літом» (нім. Mettjensommer, Mettkensommer).

## Рекорди
У Києві 17 жовтня 2018 р. було зафіксовано рекорд максимальної температури повітря, коли після полудня стовпчик термометра піднявся до +24,0°С, що на 3,7°С вище попереднього максимуму для цього дня, який було зафіксовано у 1885 та 1990 роках